# Syców
Syców là một thị trấn thuộc huyện Oleśnicki, tỉnh Dolnośląskie ở miền tây nam Ba Lan. Thị trấn có diện tích 17 km². Đến ngày 1 tháng 1 năm 2011, dân số của thị trấn là 10627 người và mật độ 623 người/km².